# Marques de França
Llista de les Marques de França:
- Marca de Bretanya
- Marca de Nèustria enfront dels bretons
- Marca de Nèustria enfront dels normands
- Marca de Nèustria (unida)
- Marca de Gòtia o Marca de Septimània (coneguda pels castellans com Marca d'Hispània)
- Marca de Flandes
- Marca de Provença
- Marca de Moràvia
- Marca dels Àvars
- Marca de Bohèmia
- Marca dels Eslaus (Croats)
- Marca del Abodrites o Viltesos
- Marca dels Sorabs
- Marca de Saxònia